# Materia medica

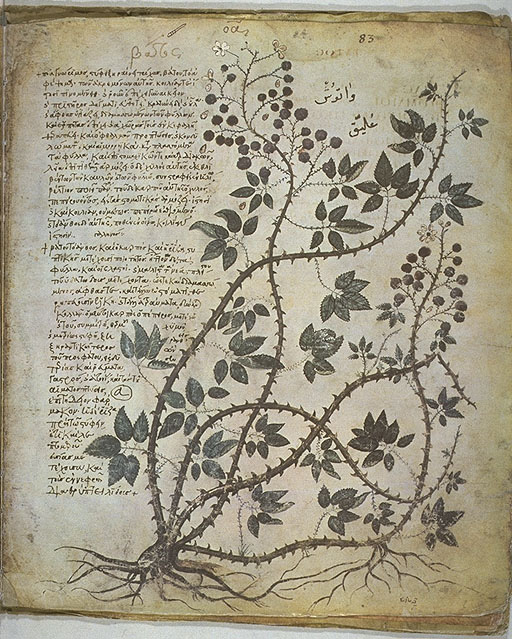
Pagina dal Codex Aniciae Julianae, una versione illustrata del I secolo di De Materia Medica

Materia medica è un termine medico latino per indicare il complesso di nozioni sulle proprietà terapeutiche di ogni sostanza utilizzata per la cura delle malattie. Il termine deriva dal titolo di un'opera del medico dell'antica Grecia Dioscoride Pedanio vissuto nel I secolo, De materia medica (Περὶ ὕλης ἰατρικῆς in lingua greca). Il termine materia medica venne usato dall'epoca dell'Impero Romano al XX secolo, ma è stato sostituito nel corso dell'ultimo secolo dal termine farmacologia.

## Storia

### Antichità
Il primo scritto conosciuto sulla medicina è un papiro egiziano di centodieci pagine. La leggenda dice che sarebbe stato scritto dal dio Thoth nel XVI secolo a.C. Il Papiro Ebers è un antico libro di ricette datato intorno al 1552 a.C. Esso contiene una miscela di magia e medicina con invocazioni per allontanare la malattia e un catalogo di piante utili, minerali, amuleti magici e incantesimi. Il più famoso medico egiziano fu Imhotep, vissuto a Menfi intorno al 2500 a.C. La materia medica di Imhotep consisteva in procedure per trattare traumi alla testa e al busto, la cura delle ferite e la prevenzione e la cura delle infezioni, oltre ad avanzati principi di igiene.
In India, l'Ayurveda è la medicina tradizionale che enfatizza i trattamenti a base di piante, l'igiene e l'equilibrio dello stato del corpo. La materia medica indiana comprendeva la conoscenza delle piante, il luogo in cui crescono nelle varie stagioni, i metodi per la conservazione e la durata dei materiali raccolti. Comprende anche indicazioni per estrarre succhi, polveri, infusi freddi ed estratti.
Il primo manuale cinese di materia medica, Shennong Ben Cao Jing (Materia medica classica dell'imperatore Shennong), venne redatto nel I secolo durante la dinastia Han, ma venne attribuito al mitico Shennong. Esso contiene 365 medicine, delle quali 252 derivate da erbe. La letteratura antica prevedeva liste di alimenti, esemplificate nel manoscritto ricette per cinquantadue alimenti, trovato nella tomba di Mawangdui, sigillata nel 168 a.C. Le successive generazioni ampliarono lo Shennong Bencao Jing, in Yaoxing Lun (Trattato sulla natura delle erbe medicinali), un trattato del VII secolo (dinastia Tang) sulle erbe medicinali.
In Grecia, Ippocrate, (nato nel 460 a.C.), fu un filosofo conosciuto come il padre della medicina. Fondò una scuola di medicina focalizzata sul trattamento delle cause della malattia, piuttosto che sui sintomi. In precedenza si diceva che poiché la malattia era dettata da leggi naturali, poteva essere trattata attraverso l'attenta osservazione dei sintomi. Ippocrate sostenne che occorreva scoprire ed eliminare le cause delle malattie. I suoi trattati, Aforismi e Prognostica parlano di 265 farmaci, l'importanza della dieta e trattamenti esterni per la cura delle malattie. Teofrasto, (390-280 a.C.), fu un discepolo di Aristotele e un filosofo di storia naturale, considerato dagli storici come il “padre della botanica”. Egli scrisse il trattato Historia Plantarum intorno al 300 a.C. Il suo fu il primo tentativo di organizzare e classificare le piante e la morfologia botanica in Grecia. Fornì ai medici una tassonomia approssimativa di piante e dettagli di erbe medicinali e intrugli a base di erbe.
Galeno, fu un filosofo, medico, farmacista e prolifico scrittore di cose mediche. Raccolse e compilò un ampio resoconto della conoscenza medica del suo tempo e vi aggiunse i risultati delle sue osservazioni. Scrisse sulla struttura degli organi, ma non della loro funzione; l'impulso e la sua associazione con la respirazione; le arterie e la circolazione del sangue; e gli usi della teriaca. “Nei trattati come De Theriaca ad Pisonem e De antidotis, Galeno identificò nella teriaca un composto di sessantaquattro ingredienti, atto a curare ogni malattia conosciuta.” Il suo lavoro venne riscoperto nel XV secolo e divenne l'autorità sulla medicina e la guarigione per i successivi due secoli. La sua medicina era basata sul regolamento dei quattro umori (sangue, flemma, bile nera e bile gialla) e le loro proprietà (umido, secco, caldo e freddo).

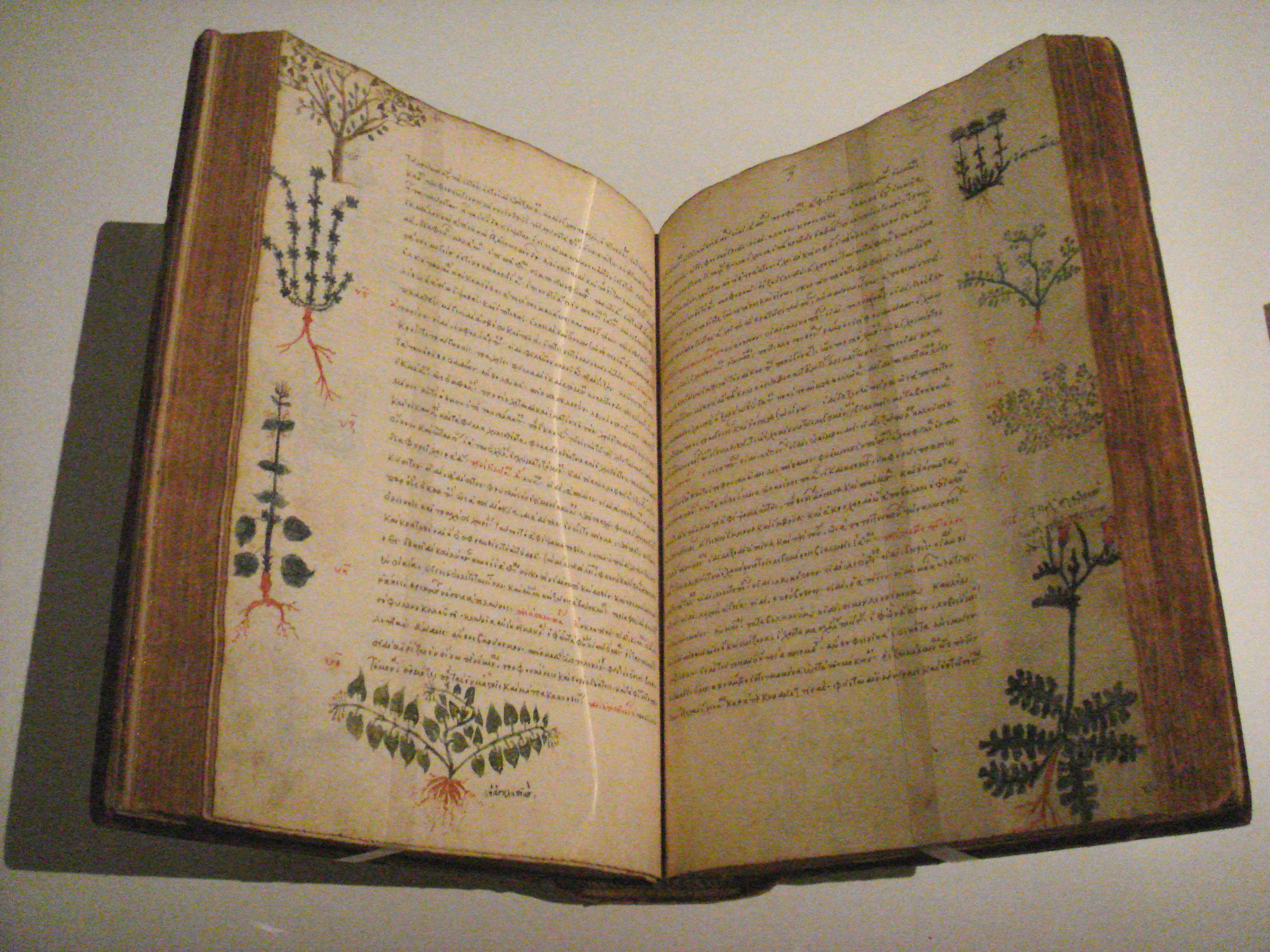
Dioscoride, De Materia Medica, Bisanzio, XV secolo.

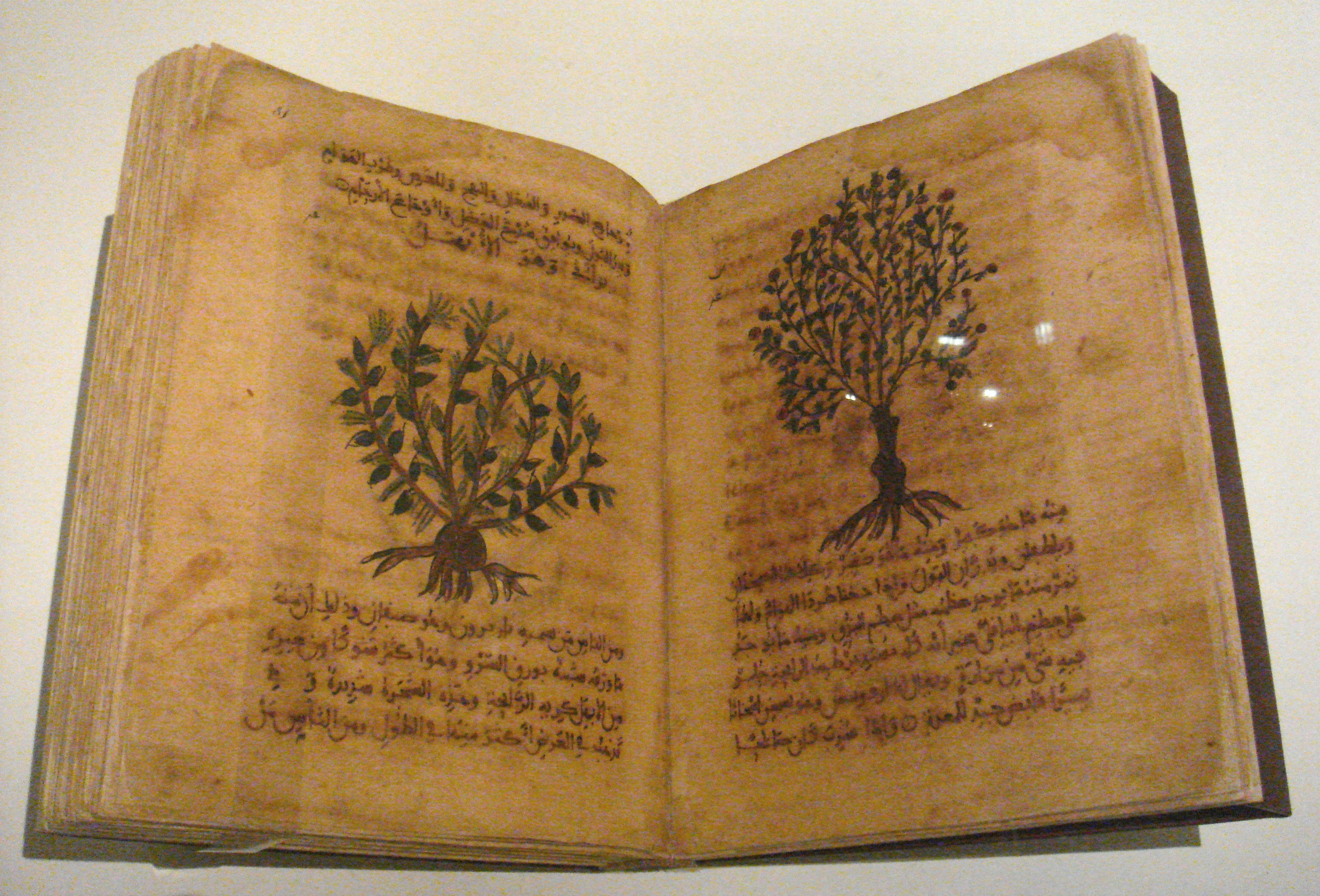
Dioscoride De Materia Medica in Arabia, Spagna, XII-XIII secolo.

Il medico greco Dioscoride, di Anazarbus in Asia Minore, scrisse un trattato in cinque volumi riguardante questioni mediche, intitolato Περὶ ὕλης ἰατρικῆς in greco e De materia medica in latino. Questo celebre trattato comprende circa 500 piante, con un certo numero di prodotti di origine animale e minerale, terapeuticamente utili. In esso è 'documentata la descrizione e le osservazioni dirette di piante, frutti, semi e gli effetti che i vari farmaci hanno avuto sui pazienti. De materia medica è stato il primo vasto sistema sulle droghe che comprendeva circa un migliaio di droghe naturali (prodotti per la maggior parte delle piante base), 4740 usi medicinali per i farmaci, e 360 proprietà mediche (antisettiche, antinfiammatorie, stimolanti, ecc.) Il libro venne ampiamente tradotto e commentato con alcune delle azioni emblematiche dei medici e degli erboristi. Uno di questi è "Il medico prepara un elisir" una delle pagine superstiti sulla tarda materia medica.
Nella descrizione delle piante, Dioscoride utilizza una classificazione elementare, anche se non si può dire che abbia usato una tassonomia botanica. Il primo libro descrive gli usi degli oli aromatici, pomate e unguenti, alberi e arbusti e frutti carnosi, anche se non aromatici. Il secondo libro tratta l'uso di animali, parti di animali, prodotti di origine animale, cereali e legumi, malvacee, verdure crocifere e altre erbe del giardino. IL terzo libro tratta in maniera dettagliata le proprietà di radici, succhi di frutta, erbe e semi, utilizzati per il cibo o per le medicine. Il quarto libro continua la descrizione degli usi delle radici e delle erbe, in particolare dei narcotici e delle piante medicinali velenose. Il quinto libro affronta gli usi medicinali del vino e dei minerali metallici. Esso è un precursore della moderna farmacopea ed è considerato uno dei più influenti libri sulle erbe medicinali della storia, rimanendo in uso fino a tutto il 1600

### Medioevo
Il metodo scientifico sperimentale venne introdotto nel campo della materia medica nel XIII secolo dal botanico arabo di Al-Andalus, Abu al-Abbas al-Nabati, il maestro di Ibn al-Baitar. Al-Nabati introdusse tecniche empiriche nella sperimentazione, la descrizione e l'identificazione di numerose materia medica, e separò le relazioni non verificate da quelli supportate da prove reali e osservazioni. Questo consentì allo studio della materia medica di evolvere nella scienza della farmacologia.
Avicenna, fu un filosofo persiano, medico e studioso islamico. Egli scrisse circa quaranta libri sulla medicina. I due più famosi sono Canone della medicina e Il libro della guarigione usati come libri di testo nelle università nel medioevo. Si adoperò in maniera notevole per integrare le conoscenze della medicina araba con quella greca traducendo opere di Ippocrate, Aristotele e Galeno in arabo e greco. Avicenna ha sottolineato l'importanza della dieta, dell'esercizio fisico e dell'igiene ed è stato anche il primo a descrivere infezioni parassitarie, ad utilizzare l'urina per scopi diagnostici e medici scoraggiando i medici dalla pratica della chirurgia perché ritenuta troppo di basso livello e opera manuale.
Nell'Europa medievale, erbe e piante medicinali erano coltivate nei monasteri e nei vivai sin dall'inizio dell'VIII secolo. Carlo Magno ordinò la raccolta di piante officinali per la coltivazione sistematica nel suo giardino reale. Questo giardino reale era un importante precedente dell'orto botanico e del giardino fisico che vennero creati nel XVI secolo. Fu anche l'inizio dello studio della botanica come disciplina separata. Intorno al XII secolo, medicina e farmacia iniziarono ad essere insegnate nelle università.
Shabbethai Ben Abraham, meglio conosciuto come Shabbetai Donnolo, (913-c 982), è stato un ebreo-italiano del IX secolo autore di un antico testo in ebraico,  Antidotarium. Si trattava di descrizioni dettagliate di farmaci, rimedi medicinali, metodi pratici per la preparazione di medicine dalle radici. È stato un vero e proprio glossario di erbe e farmaci utilizzati durante il periodo medievale. Donnollo viaggiò molto e raccogliendo informazioni da fonti arabe, greche e romane.
Nei secoli bui del Medioevo, i cristiani nestoriani furono banditi per le loro opinioni eretiche che portavano dall'Asia Minore. Il testo greco venne tradotto in siriaco quando gli studiosi greci pagani fuggirono ad est dopo la conquista di Bisanzio da parte di Costantino.
Stephanos (figlio di Basilios, un cristiano di Baghdad sotto il Califfo Motawakki) fece una traduzione in arabo dal greco, del De Materia Medica nell'854. Nel 948 l'imperatore bizantino Romano II, figlio e co-reggente di Costantino Porphyrogennētos, inviò un manoscritto greco splendidamente illustrato di De Materia Medica al Califfo di Cordova Abd al-Rahman III. Nel 1250, lo studioso siriaco Gregorius Bar-Hebraeus preparò una versione siriaca illustrata che venne tradotta in arabo.

### Epoca moderna
Matteo Silvatico, Avicenna, Galeno, Dioscoride, Platearius e Serapio, ispirarono lal'edizione di tre opere stampate a Magonza: nel 1484 Herbarius, l'anno seguente Gart der Gesundheit e nel 1491 Ortus Sanistatus. Le opere contenevano 16, 242 e 570 riferimenti a Dioscoride, rispettivamente.
Il primo libro stampato di Dioscoride fu una traduzione in latino di Colle di Val d'Elsa, di Johanemm Allemanun de Mdemblik nel 1478. La versdione greca fu stampata nel 1499 da Aldo Manuzio a Venezia.
I libri più utili di botanica, farmacia e medicina utilizzati da studenti e studiosi erano commenti su Dioscoride, comprese le opere di Fuchs, Anguillara, Mattioli, Maranta, Cesalpino, Dodoens, Fabius Columna, Gaspard, Johann Bauhin e De Villanueva / Serveto. In alcune di queste versioni, le annotazioni e i commenti superano il testo di Dioscoride e contengono molti nuovi elementi di botanica. Gli stampatori non erano dei semplici riproduttori del testo autentico materia medica, ma assunsero esperti in campo medico e botanico per produrre critiche e commenti, che avrebbero dovuto elevare la statura delle loro edizioni.
La maggior parte di questi autori si copiavano tra loro, da lavori precedenti. Era normale aggiungere commenti e note a margine precedenti, per dare al testo un aspetto più arricchito e approfondito.
Vi erano dei De Materia Medica annotati come Anonymous A, B, C e D dall'esperto di Dioscoride-De Materia Medica professor John M. Riddle. Anonymous A ha a che fare con autori di traduzioni da monoscritti. Riddle provò che Anonymous C era Bruyerinus Champier.
Durante il XVI secolo, i più rappresentativi furono Ermolao Barbaro, Jean Ruel, Broyeurinus, Michel de Villeneuva, Pietro Andrea Mattioli, Andrés Laguna, Marcello Virgilio, Martin Mathee e Valerio Cordo.

#### XVI secolo

##### Ermolao Barbaro
Il lavoro del medico e umanista italiano Ermolao Barbaro, è stato pubblicato nel 1516, 23 anni dopo la sua morte. Poliziano scrisse a Ermalao Barbaro, inoltrandogli un manoscritto del farmacologo del I secolo Dioscoride, chiedendogli di restituirglielo "annotato da quella mano dottissima tua, dando così valore aggiunto e autorevolezza al volume." Barbaro era professore all'Università di Padova nel 1477 e tradusse molti testi dal greco al latino.
Cercò di evitare errori raccogliendo il maggior numero di manoscritti che poteva per il controllo dei testi. Egli affermò di aver corretto 5000 errori tra due edizioni della Naturalis historia di Plinio il Vecchio, un lavoro che trovò molto simile al Materia Medica per il quale utilizzò almeno due edizioni.
Il risultato dello sforzo di Ermolao Barbaro occupava non meno di 58 pagine stampate in tre colonne di circa 50 voci ciascuna. Il lavoro fornisce una chiave per oltre 9.000 articoli; tutti i riferimenti sono alle pagine. Questa è stata la prima traduzione latina commentata del Materia Medica  di Dioscoride e quindi Barbaro divenne il primo traduttore di Dioscoride del Rinascimento, una pratica che vide il suo periodo d'oro nel XVI secolo. Il lavoro di Barbaro è stato poi corretto da Giovanni-Battista.

##### Jean Ruel
Jean Ruel era il preside della Facoltà di Medicina e medico personale del re Francesco I di Francia. Ha perfezionato la traduzione latina della Materia Medica direttamente dall'edizione principe. Cercò di sviluppare una traduzione che unisse filologia, botanica e medicina. L'opera, stampata nel 1516 da Henri Estienne/Stephano, divenne molto popolare, con 20 edizioni nel corso del XVI secolo. Vennero pubblicate edizioni fino al 1537 a stampa di Simon de Colines.
Da allora in poi, il latino fu la lingua preferita per la presentazione di De Materia Medica, e le edizioni di Ruel divennero la base da cui molti altri importanti autori avrebbero iniziato a creare il proprio Materia Medica. Ruel fu anche docente di due grandi autori del De Materia Medica: Michel de Villeneuve e Andres Laguna.

##### Bruyerinus
Bruyerinus Champier era il nipote di Symphorien Champier e medico di Enrico II di Francia. Egli era un arabista e tradusse opere di Avicenna. Nel 1550 pubblicò il suo primo Materia Medica, stampato da Balthazar Arnoullet a Lione. Quest'opera ebbe una seconda edizione nel 1552 stampata da Arnoullet a Lione & Vienne. Entrambe le opere erano illustrate con disegni di Fuchs, ma nell'ultima edizione vi erano anche 30 xilografie del botanico e medico Jacob Dalechamp. Sembra che il motivo per cui abbia usato le sue iniziali, HBP e non il suo nome completo nel lavoro, potrebbe essere perché avesse praticamente trascritto i commenti di Mattioli.

##### Michel de Villeneuve/Serveto
Secondo lo studioso spagnolo González Echeverría in numerose comunicazioni della ISHM, il John M. Riddle 'Anonymous B (De Materia Medica del 1543) sarebbe stato Michele Serveto, e quelli di Anonymous D (De Materia Medica del 1554 di Mattioli e i commenti non firmati) sarebbero stati due commentatori, Serveto e Mattioli, essendo stato quest'ultimo ingaggiato dallo stampatore per l'edizione "Lyons printers' Tribute to Michel de Villeneuve".
Michele Serveto, usò il nome "Michel de Villeneuve", poiché aveva già avuto la condanna a morte dall'Università di Parigi, per la pubblicazione anonima di una edizione Dioscoride-De Materia Medica del 1543, stampata da Jean & Francois Frellon a Lione. Presentava 277 marginalia e 20 comentaries su una edizione del De Materia Medica di Jean Ruel. Secondo Gonzalez Echeverría, per essere associata ad una anonima Pharmacopeia che "Michel de Villeneuve" pubblicò lo stesso anno, considerandola un'opera globale, che è tipico quando si tratta di De Materia Medica-Pharmacopeia. Quest'opera ebbe sei successive edizioni, fra il 1546 ed il 1547, da parte di Jean Frellon che considerava Michael de Villeneuve suo amico e fratello, un'altra nel 1547 da Thibaut Payen, ecc.

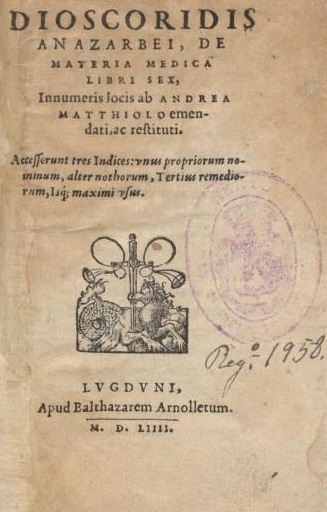
Una delle quattro copertine (Arnoullet) della edizione "Lyons printers' tribute edition to Michel de Villeneuve" del Materia Medica di Michel de Villeneuve & Pietro Andrea Mattioli, stampata da Balthazar Arnoullet nel 1554, a Lione.

Vi è un altro Materia Medica con commenti nell'edizione di Ruel del 1537, stampata da Simon de Colines. Quest'opera contiene centinaia di manoscritti marginalia, in 420 delle 480 pagine. Lo studioso Gonzalez Echeverria dimostrò al ISHM con uno studio grafologico, storico e linguistico che si trattava di opera di Michel de Villeneuve. Egli dimostrò che questo documento era stato scritto dalla stessa mano che aveva redatto il famoso "Manuscript of Paris", un'opera di Michel de Villeneuve, consistente in una minuta per la sua opera Chirstianismo Restitutio. “Il manoscritto di Complutense” non è l'unione di precedenti lavori di Michel de Villeneuve, Syropum Ratio, ecc., ma anche di lavori successivi, Enquiridion, De Materia Medica del 1543, condividendo con quest'ultimo molti dei suoi 20 grandi commentari, per esempio.
Secondo questa teoria, nel 1554, dopo l'immolazione di Michael de Villeneuve/Serveto, gli editori e stampatori che avevano lavorato con lui, avrebbero deciso di fare un nuovo De Materia Medica come omaggio al loro collega e amico. Scomparvero tutti i commentari che potevano identificare Michel de Villeneuve come autore, ma il resto venne copiato dai suoi lavori del 1543. Si tratta di una edizione molto strana della quale esistono quattro diversi tipi di copie con copertine diverse, una per ogni editore: Jean Frellon, Guillaume Rouillé, Antoine Vicent e Balthazar Arnoullet, che era anche lo stampatore di questa edizione unica a Lione. Per lo sviluppo di un grande lavoro e per offuscare il segno di Michel de Villeneuve, assunsero l'esperto di De Materia Medica, Pietro Andrea Mattioli.

##### Pietro Andrea Mattioli
Pietro Andrea Mattioli fu un rinomato medico e botanico. Pubblicò una traduzione di De Materia Medica in lingua italiana nel 1544 e dieci anni dopo pubblicò un'opera in latino utilizzando l'impianto di Dioscoride integrando 562 xilografie. Venne stampata nel 1554, da Vicenzo Valgrisi a Venezia. Mattioli diede un notevole contributo al testo originale di Dioscoride di Pedani.. In alcune sezioni Mattioli aggiunse delle informazioni che eccedevano di 15 volte la lunghezza del testo originale. Il risultato fu una grande estensione del lavoro, in bellezza e informazioni. Questo venne poi tradotto in tedesco, francese e boemo.
Mattioli divenne medico personale di Ferdinando II d'Austria, e dell'imperatore Massimiliano II del Sacro Romano Impero. Questa posizione gli fruttò un'immensa influenza. Era frequente per lui la possibilità di testare gli effetti delle piante velenose sui prigionieri per ottenere le sue opere più popolari. Egli affermò che Jean Ruel aveva fatto cenno di questo nel suo capitolo sul licopsisin Materia Medica. Ciò è falso, ma Mattioli usò la cosa per attaccare Ruel. Egli non tollerava né rivali né correzioni. I naturalisti e medici che osavano dissentire o che lo aveva corretto, venivano attaccati. L'elenco dei personaggi importanti che sono stati ammoniti, sgridati o perseguitati dall'Inquisizione contiene Wieland, Anguillara, Gesner, Lusitanus, ecc. Ciò ha reso le edizioni di De Materia Medica di Matiolli onnipresenti in tutto il continente, ma specialmente nel nord Europa.

##### Andres Laguna
Nel 1554 il medico Andres Laguna pubblicò le sue Annotazioni su Dioscoride di Anazarbus stampate da Guillaume Rouillé a Lione. Laguna fu il primo a tradurre De Materia Medica in castigliano. La sua traduzione venne fatta da una delle edizioni latine di Jean Ruel. Essa si basa anche sulle classi che Laguna prese dal Ruel, quando era suo allievo a Parigi. Laguna sottolinea alcune delle traduzioni errate del suo maestro, e aggiunge molti commenti, che costituiscono più della metà del lavoro totale.
Laguna esplorò molti paesi dell'area del Mediterraneo ed ottenne risultati su diverse erbe, che aggiunse come prescrizioni e commenti alle ricette e agli insegnamenti della edizione di Pedanius. Egli inserì anche alcuni prodotti di origine animale e minerale, ma solo quelli relativi ai farmaci semplici, cioè, prodotti animali e minerali unicomponenti o che sono parti di un composto medico. Questa non era un'opera illustrata. Nel 1555 ne fece una seconda edizione accompagnata da xilografie.
Questa edizione venne ristampata ventidue volte dalla fine del XVIII secolo. Laguna la scrisse molto bene, con spiegazioni e commenti pratici. Egli si riferisce ad aneddoti, aggiunse commenti sulle piante, fornì i loro sinonimi in diverse lingue, e spiegò il loro uso nel XVI secolo. Queste qualità e il numero di xilografie resero questo lavoro molto popolare e apprezzato nella medicina ben oltre il XVI secolo. Ebbe problemi con Mattioli per l'utilizzo di alcuni dei suoi commenti senza menzionare la fonte.
Laguna ebbe problemi con l'Inquisizione, come Michel de Villeneuve, perché era ebreo-converso, fatto che avrebbe potuto fargli limitare i commenti al fine di evitare rischi. Tuttavia egli era il medico di Carlo V e Papa Giulio III, cosa che contribuì a fare del suo lavoro l'ultima parola in Materia Medica e come base per la botanica spagnola.

##### Valerius Cordus
IL medico Valerio Cordo, figlio del famoso botanico Euricius Cordus, scoprì centinaia di nuove erbe. Egli tenne delle letture di Dioscoride all'Università di Wittenberg, alle quali assistettero esperti dell'università, ma decise di non pubblicare i suoi lavori. Cinque anni dopo la sua morte, venne pubblicata una edizione commentata di Materia Medica. Conteneva l'indice di Botanologicon, opera di suo padre Euricius, che sviluppò una catalogazione scientifica delle piante. Le pagine seguenti contengono la nomenclatura di Gesner, relativa ai differenti sinonimi usati per riferirsi alle stesse piante nel lavoro di Dioscoride.
Gli abstract delle lezioni di Valerius Cordo vanno da pagina 449 a 553 come commenti. Questa sezione è costituita da una spiegazione molto raffinata degli insegnamenti di Dioscoride con più specifiche sulla varietà di piante e habitat, oltre a correzioni di errori. Cordus fa riferimento ad osservazioni sue e di suo padre. Le illustrazioni dell'erbario di Eucario Rodione sono prominenti nell'opera, seguite dalle 200 di Fuchs. Questo lavoro e il modello di descrizione botanica viene da molti considerato l'innovazione più audace che sia stata fatta da un botanico del XVI secolo.

##### Martin Mathee
Il medico francese Martin Mathee pubblicò nel 1553 la traduzione in lingua francese di De Materia Medica, stampata da Balthazar Arnoullet a Lione. Questa concesse l'accesso allo studio della medicina a molti più studenti.
La versione greca venne ristampata nel 1518, 1523 e 1529. Tra il 1555 ed il 1752 vi furono almeno 12 edizioni spagnole e altrettante in italiano dal 1542. Una edizione francese venne realizzata dal 1553 e una in tedesco dal 1546.